# Nicolae Gîju
Nicolae Gîju (ur. 4 października 1943 w Krajowie) – rumuński bokser, mistrz Europy.
Nicolae Gîju walczył w wadze koguciej (do 54 kg). Na mistrzostwach Europy w 1965 w Berlinie zdobył w tej kategorii brązowy medal po przegranej w półfinale z Olegiem Grigorjewem reprezentującym ZSRR.
Na następnych mistrzostwach Europy w 1967 w Rzymie Gîju wywalczył złoty medal, pokonując m.in. Jana Gałązkę, z w finale Horsta Raschera z RFN.
Na igrzyskach olimpijskich w 1968 w Meksyku przegrał drugą walkę z Eridadi Mukwangą z Ugandy, który potem został wicemistrzem olimpijskim.
Gîju był mistrzem Rumunii w latach 1965, 1966, 1967 i 1968, a także wicemistrzem w wadze muszej (do 51 kg) w 1964.